# Käpt’n China
Käpt’n China ist ein US-amerikanischer Abenteuerfilm aus dem Jahr 1950 von Lewis R. Foster mit John Payne in der Titelrolle. Der Film wurde von Paramount Pictures in Zusammenarbeit mit Pine-Thomas Productions produziert.

## Handlung
Captain Charles Chinnough, als Captain China bekannt, wacht nach einem Vollrausch in seiner Kajüte eingeschlossen auf. Er findet heraus, dass er von seiner Mannschaft während eines Taifuns eingesperrt wurde. Danach hat die Crew das Schiff verlassen. Nachdem das Schiff auf ein Riff gelaufen ist, wird Chinnough entdeckt und gerettet.
Zurück in der Zivilisation erfährt Chinnough, dass er vom Schiffseigner gekündigt wurde. Sein Erster Offizier Brendensen hat vor einer Untersuchungskommission ausgesagt und ihm fälschlicherweise die Schuld am Schiffsverlust gegeben. Chinnough will sich rehabilitieren und bucht eine Schiffspassage auf einem von Brendensen kommandierten Schiff. Einige von Chinnoughs ehemaliger Mannschaft sind auch an Bord dieses Schiffes, unter ihnen die Seeleute Geech und Red Lynch, die ihn eingesperrt haben.
Unter den Passagieren befindet sich die attraktive Kim Mitchell, die zu ihrem Verlobten reist, das niederländische Ehepaar Haasvelt und die exzentrische Autorin Ms. Endicott. Chinnough stellt Brendensen zur Rede, der von einer Falschaussage nichts wissen will. Man könne ihm höchstens eine Übertreibung seiner Heldentaten vorwerfen, mit denen er sich das Kapitänspatent sichern wollte. Zwischen Chinnough und Lynch kommt es zu einem Streit, der in einem heftigen Kampf endet, bei dem der Offizier Alberts verletzt wird. Brendensen stoppt den Kampf, indem er eine Waffe zieht.
Kim ist von Chinnoughs Stärke und Entschlossenheit beeindruckt und freundet sich mit ihm an, obwohl ihr Brendensen Avancen macht. Als die See rauer wird, spricht Chinnough mit Kim über seine damalige Verlobte, die wegen seiner Liebe zur See an gebrochenem Herzen starb. Ihr Tod war der Auslöser für ihn, Trost im Alkohol zu suchen. Kim hat den Verdacht, dass Chinnough versucht, über sie an Brendensen heranzukommen.
Chinnough und der Erste Maat Keegan warnen Brendensen vor einem aufziehenden Taifun, werden aber ignoriert. Erst als der Sturm das Schiff fast schon erreicht, ändert der Kapitän den Kurs. Durch seine späte Reaktion bringt er das Schiff in Gefahr und muss Chinnough um Hilfe bitten. Nachdem Brendensen zugibt, sich bei der Kursberechnung vertan zu haben, übernimmt Chinnough das Kommando.
Im Frachtraum löst sich ein Maschinenteil und droht, die Schiffshülle zu durchschlagen. Chinnough hilft bei der Sicherung. Lynch und Geech wollen ihn töten, indem sie einige Halterungsseile lösen. Doch der Plan geht nach hinten los, Lynch wird selbst zum Opfer eines gelösten Frachtstücks.
Am nächsten Morgen ist der schlimmste Teil des Sturms vorbei. Brendensen gesteht seine Falschaussage und verspricht, die Wahrheit öffentlich zu machen. Chinnough gesteht Kim seine Liebe. Die jedoch weist ihn ab, weil sie befürchtet, dass er die See immer noch mehr liebe als sie. In Manila verlässt Kim das Schiff um zu ihrem Verlobten zu gehen. Doch plötzlich ändert sie ihre Meinung und stürmt zurück zu Chinnough aufs Schiff.

## Produktion
Gedreht wurde von Mitte bis Ende April 1949. Die Spezialeffekte stammten von Alex Weldon. Die Premiere des Films fand am 2. Februar 1950 statt. In der Bundesrepublik Deutschland kam er am 15. April 1953 in die Kinos, in Österreich drei Tage später am 18. April.

## Synchronisation
| Rolle             | Darsteller       | Synchronsprecher      |
| ----------------- | ---------------- | --------------------- |
| Charles Chinnough | John Payne       | Wolfgang Borchert     |
| Red Lynch         | Lon Chaney jr.   | Walther Suessenguth   |
| Keegan            | Robert Armstrong | Siegfried Schürenberg |

## Kritiken
Das Lexikon des internationalen Films schrieb, dass Käpt’n China ein „ordentlich gemachter Abenteuerfilm mit spannenden Actionszenen“ sei.
Der Kritiker von der The New York Times beschrieb den Film als sehr gewöhnliche Abenteuergeschichte auf See. Der Film würde dabei manchmal so muskulös, dass er unabsichtlich komisch werde.
Der TV Guide bescheinigte, dass die gute Darstellerriege das abgedroschene Material rette.